# باد كامبرغ
باد كامبرغ (بالألمانية: Bad Camberg) هي بلدة، location with spa، مدينة و بلدة ألمانية تقع في ألمانيا في Limburg-Weilburg. يقدر عدد سكانها بـ 14,378 نسمة .

## المدن التوأمة
مدن باد زولتسا و Chambray-lès-Tours هي مدن توأمة لـباد كامبرغ.

## معرض صور

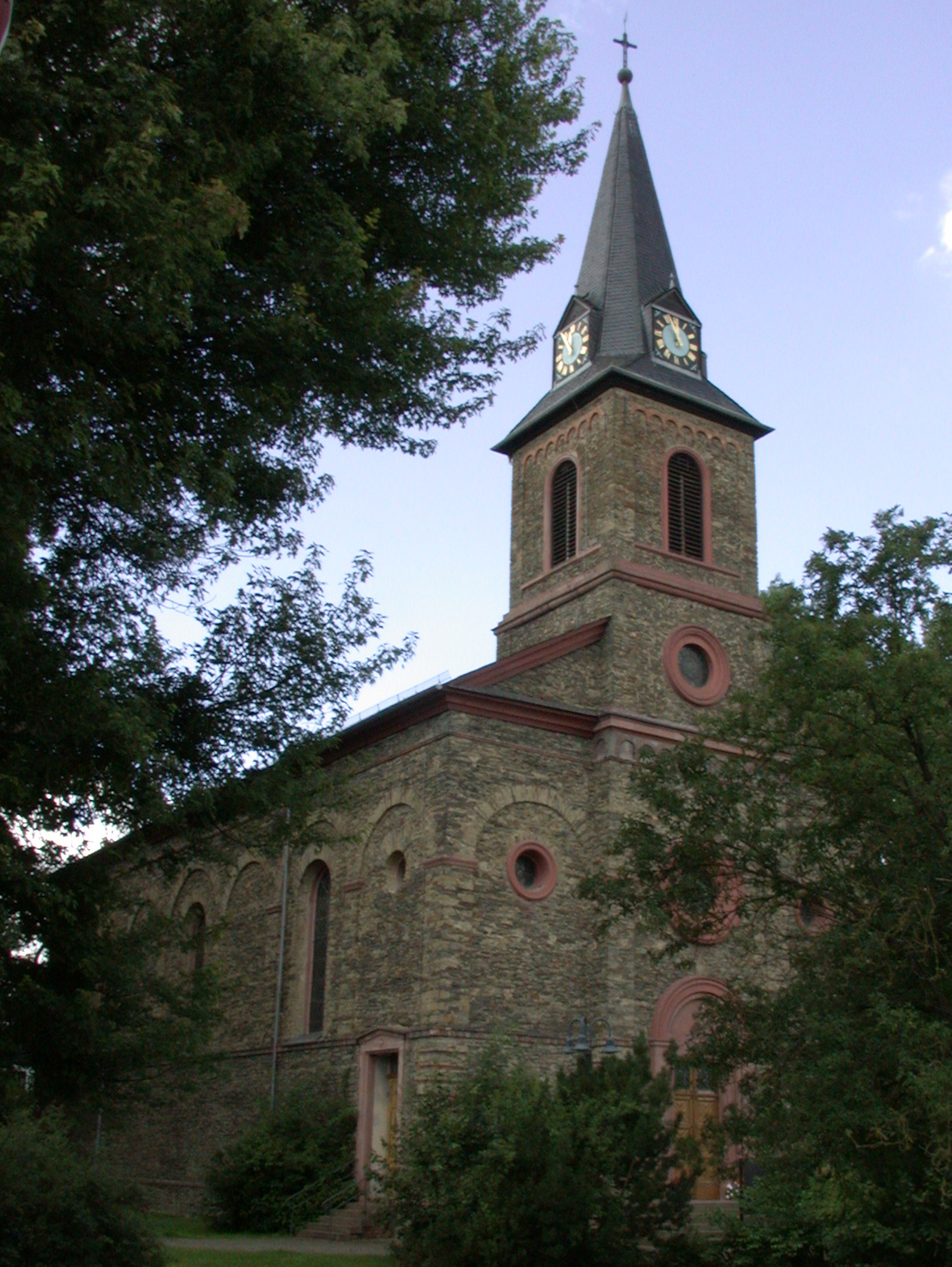
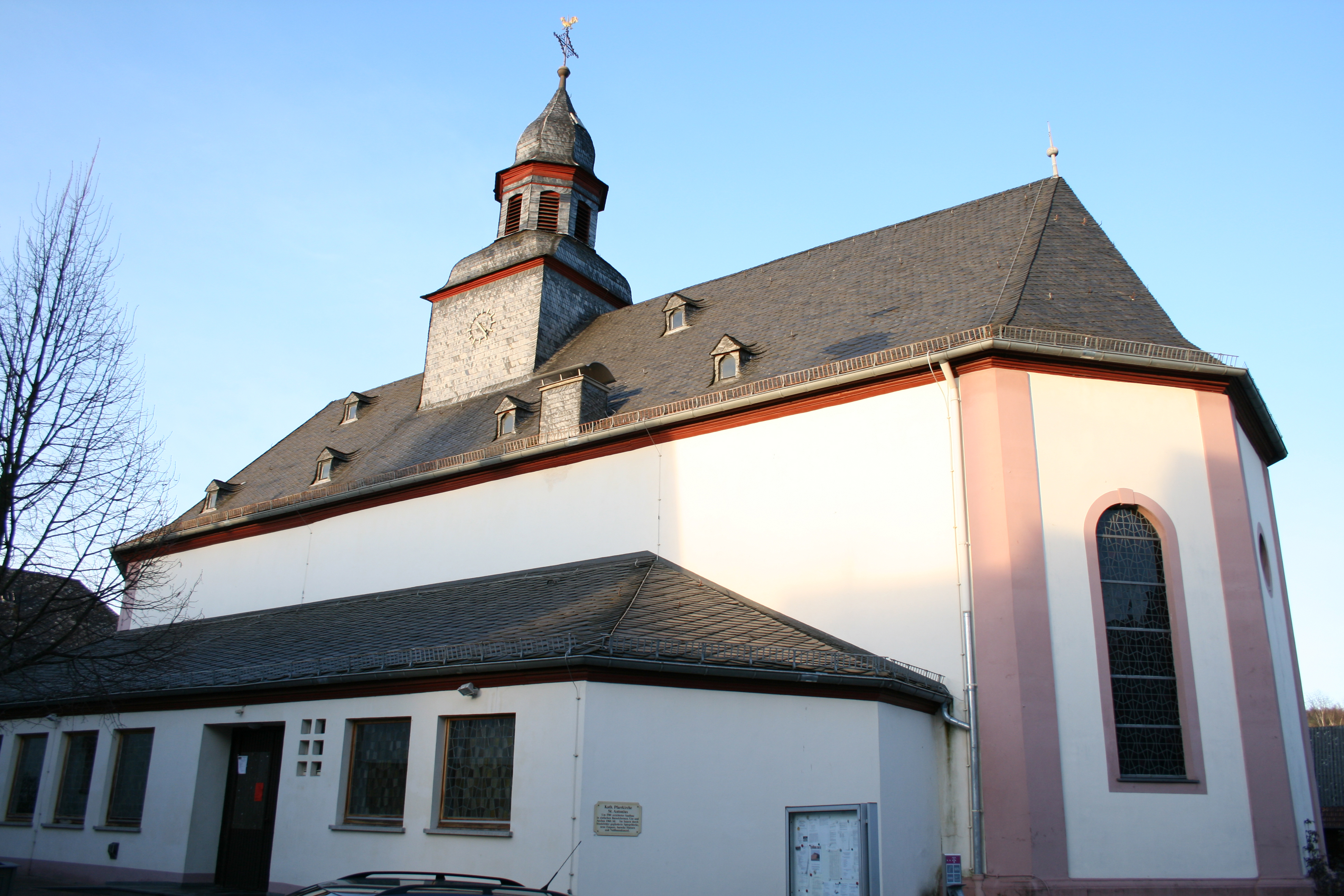
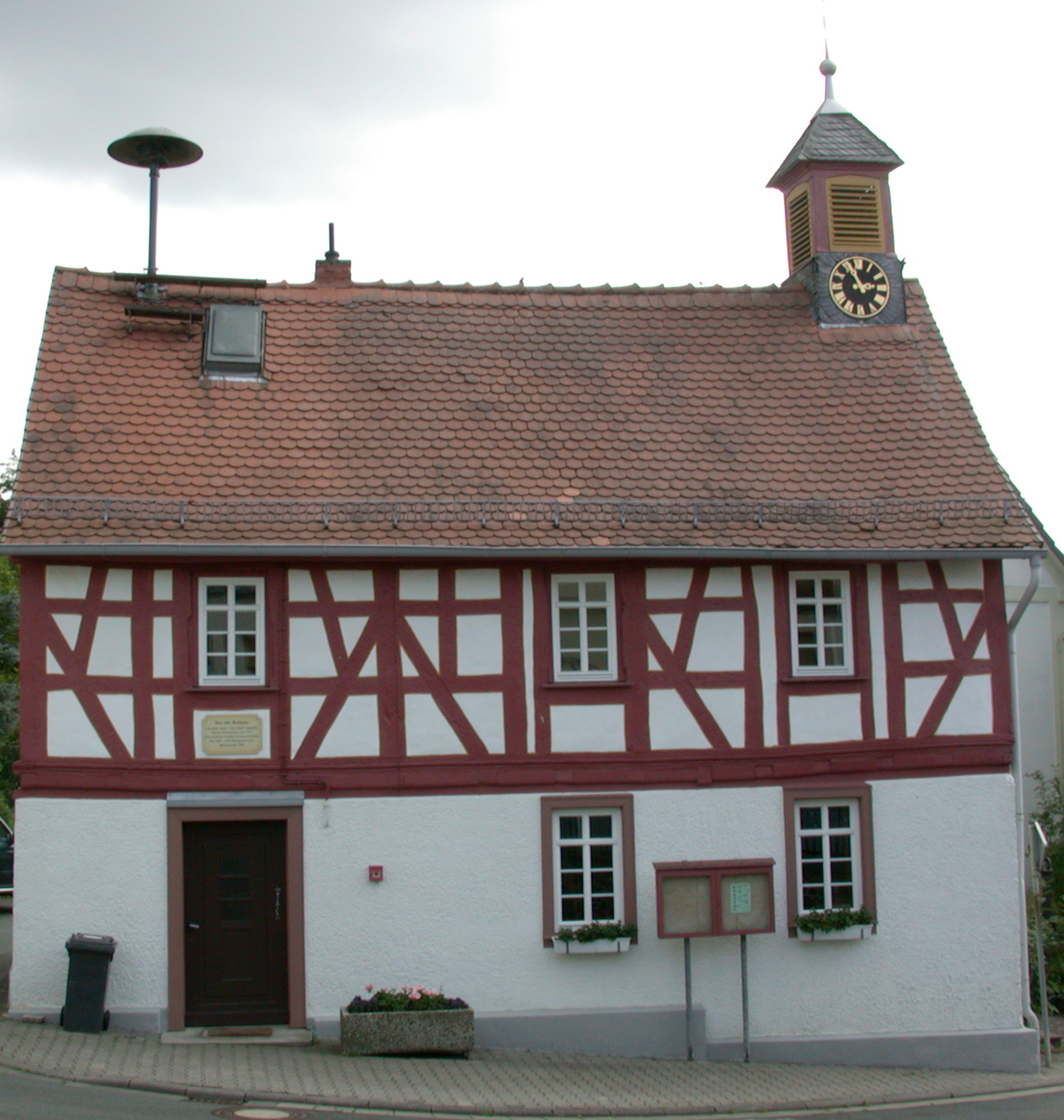
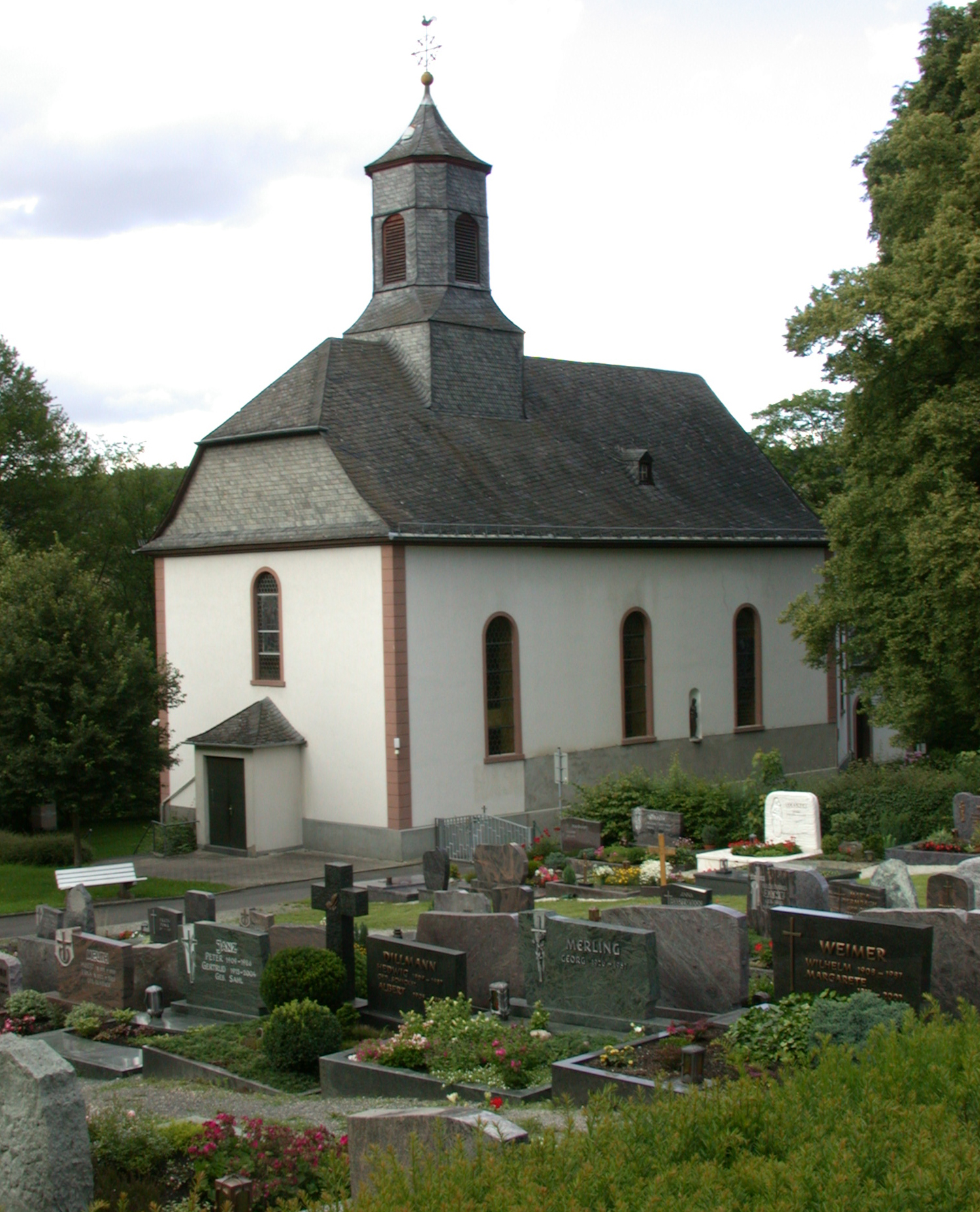

## أعلام
- إرنست ماريا لايبر